# 파키스탄 올림픽 협회
파키스탄 올림픽 협회(우르두어: پاکستان اولمپک ایسوسی ایشن, 영어: Pakistan Olympic Association)는 파키스탄을 대표하는 국가 올림픽 위원회이다. IOC 코드는 PAK이다. 본부는 라호르에 있으며 아시아 올림픽 평의회에 소속되어 있다.
1948년에 설립했으며 같은 해에 국제 올림픽 위원회의 승인을 받았다. 올림픽, 아시안 게임, 코먼웰스 게임을 비롯한 국제 스포츠 대회에 참가하는 파키스탄의 선수들을 대표한다.

## 같이 보기
- 올림픽 파키스탄 선수단